# Ambachtsheerlijkheid Zwartewaal

Wapen van de Heerlijkheid Zwartewaal

De ambachtsheerlijkheid Zwartewaal is een (voormalige) ambachtsheerlijkheid gelegen in de Nederlandse provincie Zuid-Holland.
In de vroege middeleeuwen was de ambachtsheerlijkheid eigendom van de Heren van Naaldwijk. In 1253 werd zij door Hugo II van Naaldwijk verkocht uit de erfenis van zijn moeder. Daarna wisselde de heerlijkheid veelvuldig van hand, totdat zij in de eerste helft van de achttiende eeuw gekocht werd door de gemeente Brielle.
Een kleine honderd jaar later verkocht de gemeente de heerlijkheid alweer aan Ary Kwak. Hij betaalde daar 3026 gulden voor. Zijn zoon Cornelis erft de heerlijkheid in 1850, en overleed kinderloos in 1886. 
Zijn nichten, Maria Aurelia Hofkes en Johanna Jacoba Hofkes uit Den Haag, waren zijn erfgenamen en bekwamen de heerlijkheid. Blijkbaar namen zij het hebben van de heerlijkheid erg serieus, want zij verrichtten diverse weldaden voor Zwartewaal. Zo kochten zij, onder andere, in 1900 grond bij de kerk, waarop zij een nieuwe kleuterschool annex naaischool voor jonge meisjes lieten bouwen. Ook kreeg de Hervormde Kerk van Zwartewaal een orgel en een pastorie geschonken.
Sinds 1921 is de familie De Sauvage Nolting eigenaar van de heerlijkheid, waaraan overigens geen rechten meer verbonden zijn. 

## Eigenaren sinds 1724
- Gemeente Brielle (1724, koop)
- Ary Kwak (1838, koop)
  - Cornelis Kwak (1850, vererving)
    - Maria Aurelia Hofkes en Johanna Jacoba Hofkes (1883, vererving)
- Hendrik de Sauvage Nolting (1921, koop)
  - **de Sauvage Nolting (1961, vererving)

Henri de Sauvage-Nolting (2010, vererving)

## Wapen
Het wapen van de heerlijkheid Zwartewaal wordt door de Hoge Raad van Adel als volgt beschreven: "Van zilver beladen met 2 pals van keel". De heraldische kleuren zijn zilver (wit) en keel (rood). Later is het heerlijkheidswapen door de Hoge Raad van Adel als wapen van de voormalige gemeente Zwartewaal verleend.